# Kamixlov
Kamixlov - Камышлов (rus) - és una ciutat de l'óblast de Sverdlovsk, a Rússia. Es troba a la vora del riu Pixmà, a 129 km a l'est de Iekaterinburg i a 1.549 km a l'est de Moscou.

## Història
La vila fou fundada el 1668 com l'óstrog Kamixlevski. A partir del 1687 era coneguda com l'slobodà Kamixlóvskaia. Finalment aconseguí l'estatus de ciutat el 1781.